# مدرسة ليفربول لطب المناطق الحارة
مدرسة ليفربول لطب المناطق الحارة (بالإنجليزية: Liverpool School of Tropical Medicine)‏، وتختصر إلى: (LSTM) هي مؤسسة للتعليم العالي مقرها في مدينة ليفربول البريطانية.
أُسست المدرسة في 12 نوفمبر 1898، على يد السير ألفرد لويس جونز، وهي بذلك أول مؤسسة في العالم تختص بدراسة وتدريس طب المناطق الحارة.

## وصلات خارجية
- الموقع الرسمي (بالإنجليزية)